# Milan-San Remo 1959
La 50e édition de la course cycliste, Milan-San Remo a eu lieu le 19 mars 1959 et a été remportée pour la deuxième fois par Miguel Poblet. Il s'est imposé au sprint devant un groupe d'une cinquantaine de coureurs.

## Classement final
|    | Cycliste            | Équipe            | Temps           |
| -- | ------------------- | ----------------- | --------------- |
| 1  | Miquel Poblet       | Ignis             | 6 h 45 min 33 s |
| 2  | Rik van Steenbergen | Elvé-Peugeot      | m. t.           |
| 3  | Leon van Daele      | Flandria-Dr. Mann | m. t.           |
| 4  | Frans de Mulder     | Groene Leeuw      | m. t.           |
| 5  | Michel Van Aerde    | Carpano           | m. t.           |
| 6  | Vito Favero         | Atala             | m. t.           |
| 7  | Willy Vannitsen     | Urago             | m. t.           |
| 8  | Silvano Ciampi      | Bianchi           | m. t.           |
| 9  | Giorgio Albani      | Molteni           | m. t.           |
| 10 | Arthur de Cabooter  | Groene Leeuw      | m. t.           |